# Экономика Иванова

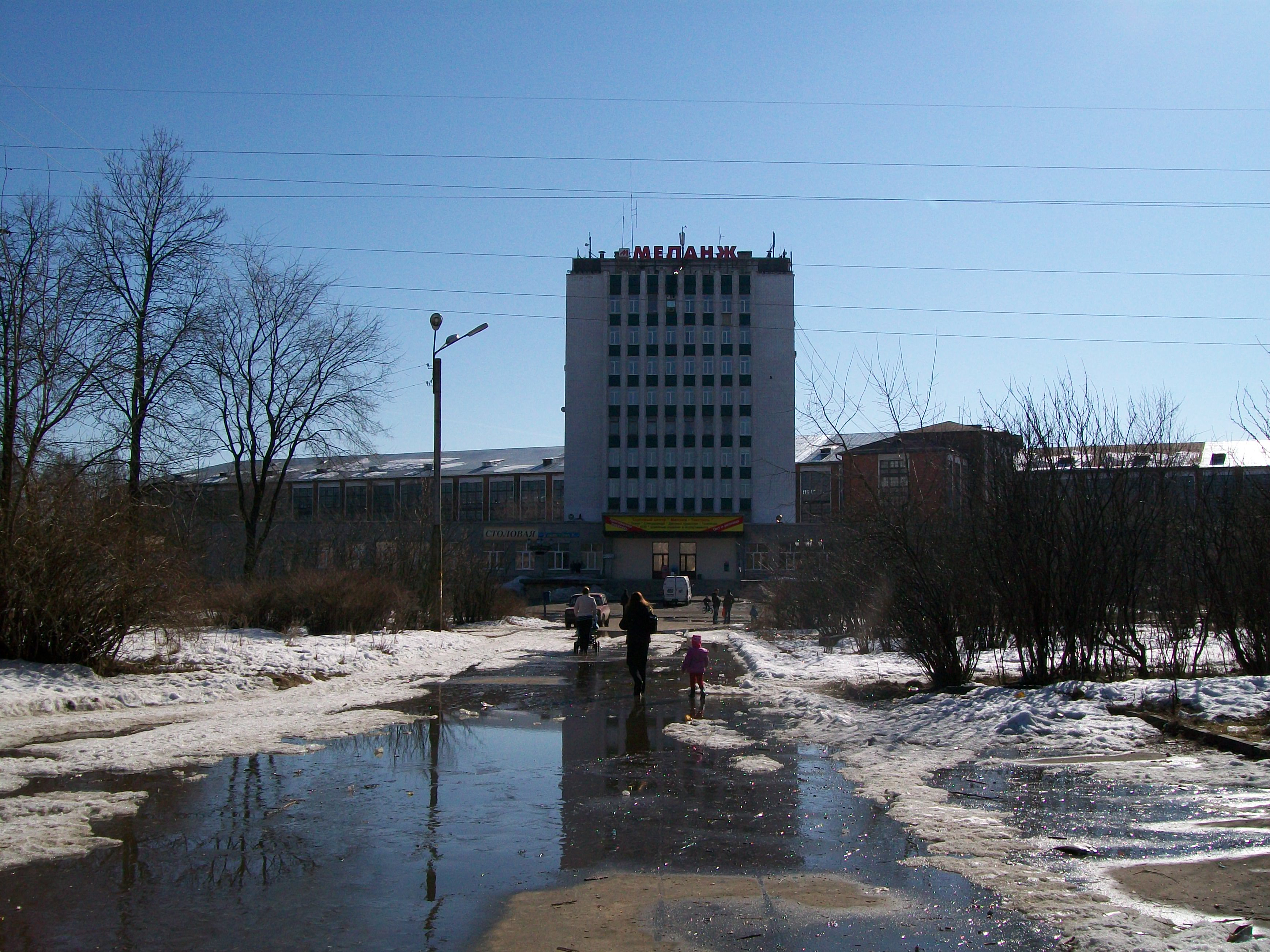
Ивановский меланжевый комбинат

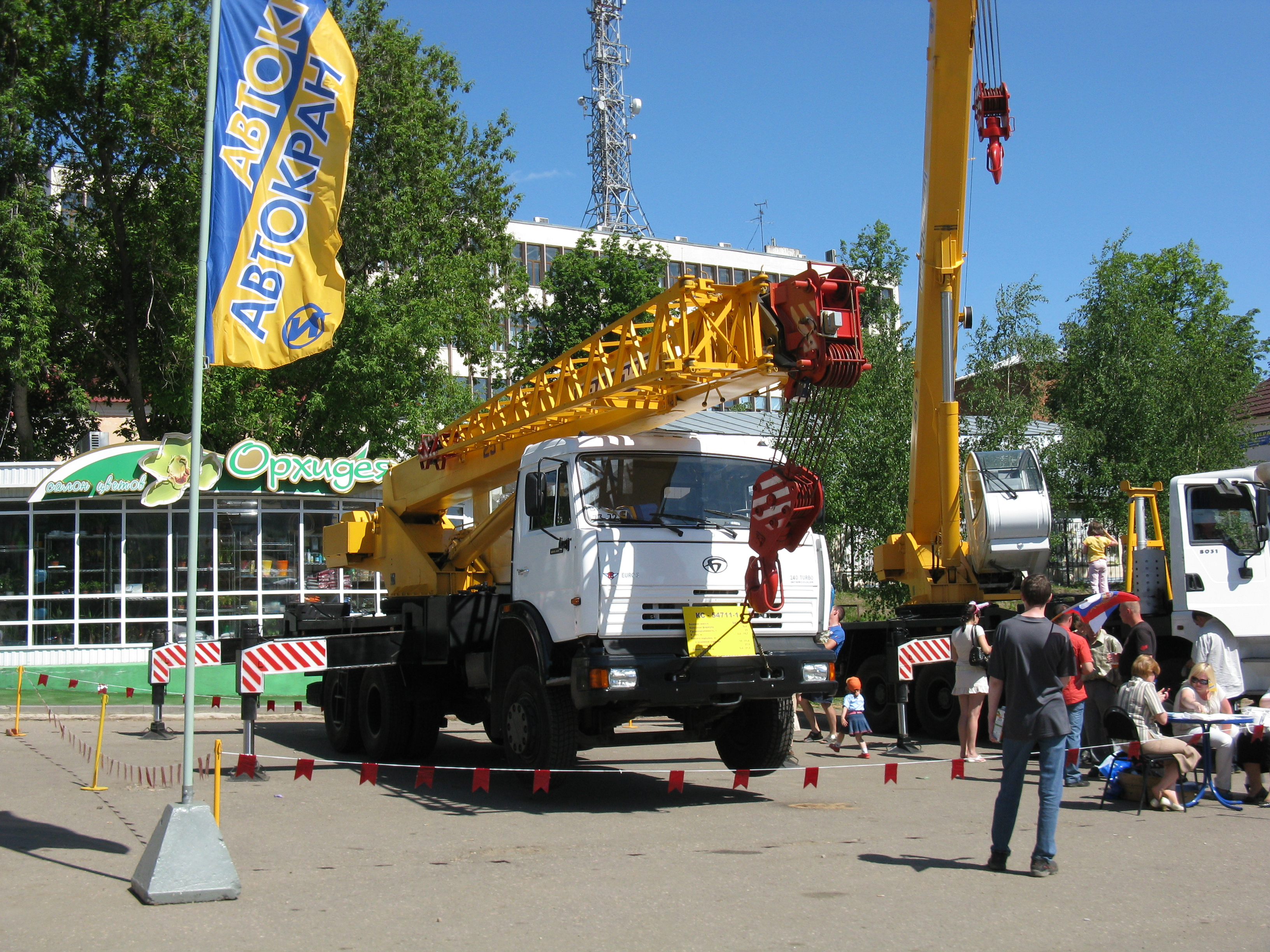
Продукция завода «Автокран».

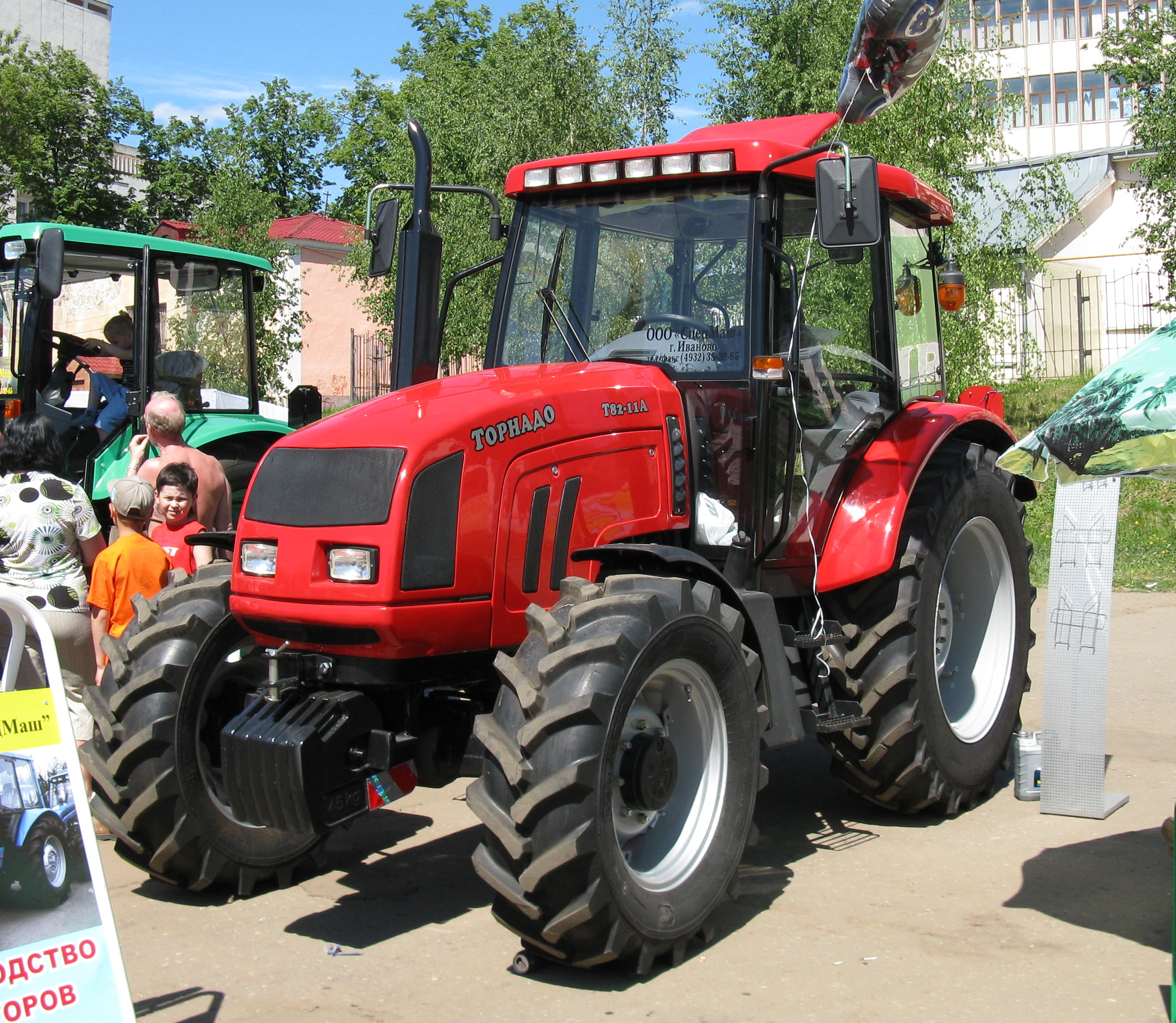
Трактор «Торнадо» производства компании «СпецМаш».

Экономика Иванова — совокупность промышленных предприятий, а также предприятий торговли и сферы услуг, расположенных в городе Иваново. В отличие от своих соседей (Владимира, Ярославля, Костромы) город развивался в первую очередь как промышленный центр, поэтому здесь существует значительное число промышленных предприятий. В настоящее время ускоренными темпами развивается также торговля и сфера услуг. Существуют предпосылки для развития туризма.

## Отраслевая структура производства
В 2007 году в городе произведено товаров и выполнено услуг на общую сумму 15 875 млн руб.
| Отрасли промышленности                                                        | %    |
| ----------------------------------------------------------------------------- | ---- |
| Производство машин и оборудования                                             | 33,3 |
| Текстильное и швейное производство                                            | 24,2 |
| Производство пищевых продуктов, включая напитки, и табака                     | 21,8 |
| Производство прочих неметаллических минеральных продуктов                     | 7,1  |
| Производство транспортных средств и оборудования                              | 3,7  |
| Химическое производство                                                       | 3,3  |
| Производство электрооборудования, электронного и оптического оборудования     | 2    |
| Металлургическое производство и производство готовых металлических изделий    | 2    |
| Целлюлозно-бумажное производство; издательская и полиграфическая деятельность | 1,3  |
| Производство резиновых и пластмассовых изделий                                | 0,8  |
| Прочие производства                                                           | 0,3  |
| Производство кожи, изделий из кожи и производство обуви                       | 0,1  |
| Обработка древесины и производство изделий из дерева                          | 0,1  |

## Промышленность
Город традиционно считался центром текстильной промышленности. Первые текстильные мануфактуры появились здесь ещё в XVII веке. Начиная с пятидесятых годов XX в. в городе стали активно создаваться машиностроительные предприятия. В настоящее время развиваются предприятия пищевой промышленности. В Иванове также существует небольшое количество химических предприятий.
| Машиностроение                                                                                              | Текстильная и швейная промышленность                           | Прочее |
| --- | -------------------------------------------------------------- | --- |
| Ивановский завод тяжелого станкостроения — производитель тяжёлых расточных станков и обрабатывающих центров | Ивановский меланжевый комбинат                                 | ОАО «САН ИнБев», филиал в г. Иваново (Ивановская пивоваренная компания)                                            |
| «Кранэкс» (ранее «Ивторфмаш») — производитель экскаваторов                                                  | Ивановский камвольный комбинат (закрыт)                        | «Ивановская домостроительная компания» (ОАО «ДСК»)ОАО «ДСК»                                                        |
| «Автокран» — производитель автокранов                                                                       | Ткацкая фабрика-автомат им. 8 марта (первая в Европе, закрыта) | Химический завод им. Батурина                                                                                      |
| «Ивэнергомаш» — производитель автокранов и бурильных установок                                              | Прядильная фабрика-автомат им. Балашова                        | «Ивановоискож» — производитель искусственных кож, плёнок, линолеума                                                |
| Завод «Точприбор» — производитель испытательных приборов                                                    | Большая ивановская мануфактура (БИМ)                           | ООО «Нейрософт» — производитель медицинского диагностического оборудования.                                        |
| 308-й авиаремонтный завод Минобороны России                                                                 | Новая ивановская мануфактура (НИМ)                             | ТекстильПрофи Иваново — Всероссийский отраслевой торговый текстильный комплекс                                     |
| ООО "Профессионал" - производитель навесного оборудования                                                   | Трикотажный комбинат им.Ф.Н.Самойлова                          | ИвМолоко - производитель молочных продуктов и т.п.                                                                 |
| | ОАО «Полёт» — Ивановский парашютный завод                      | ИВМЖК (Ивановский молочно-жировой комбинат) - производитель майонезов, других соусов и приправ, молочных продуктов |
| | ОАО «Красная Талка» — Ивановская отделочная фабрика            | |

## Торговля и сфера услуг
Основные торговые центры и торговые сети:
| Сеть магазинов «Магнит»          | Сеть магазинов «Техносила»   | Сеть магазинов «Эльдорадо»              | Сеть магазинов «Элиот»                                                                       | Сеть магазинов «Евросеть» |
| Сеть магазинов «Цифроград»       | Сеть магазинов «СОЮЗ»        | Оптово-розничная сеть «Праздничный мир» | Сеть магазинов «Детский мир»                                                                 | Сеть магазинов «Читай-город» |
| Сеть магазинов «Торговая Лига»   | Сеть магазинов «Высшая Лига» | Сеть магазинов «Кенгуру»                | Сеть магазинов «Домашний склад»                                                              | Сеть магазинов «Купец» |
| Сеть магазинов «Адмиралъ»        | Сеть магазинов «Как раз»     | Сеть магазинов «РИАТ»                   | ТРЦ «Серебряный город»                                                                       | ТРЦ «Тополь» |
| ТЦ "Никольский"                  | ТЦ «Ясень»                   | ТЦ «Воздвиженка»                        | ТЦ «Петровский»                                                                              | ТЦ «Рекона- Фа» |
| ТЦ «На Богданке»                 | ТЦ «Каскад»                  | ТЦ «9 квадратов»                        | Кафе на перекрёстке улицы Кузнецова и Рабфаковской                                           | ТЦ «Бисмарк» |
| ТЦ «Кристалл»                    | ТЦ «Узбекистан»              | Гипермаркет «НАШ»                       | ТЦ «РИО»                                                                                     | ТРЦ «Шоколад» |
| ТЦ «Плаза»                       | ТЦ «Полет»                   | Базар на Богдана Хмельницкого           | Сеть магазинов «Связной»                                                                     | Сеть магазинов парфюмерии и косметики «Аркос»                                                                                    |
| Гипермаркет «METRO Cash & Carry» | ТЦ «Лента»                   | Гипермаркет «М.видео»                   | Гипермаркет «Ашан»                                                                           | Строительный рынок на Слесарном переулке                                                                                         |
| ТЦ "На Сарментовой"              | Строительный магазин "Аксон" | Сеть магазинов "Пятёрочка"              | ТЦ "Дом Моды" (старый торговый центр, был пожар в феврале 2010 года, восстановлен частично). | ТЦ "Дом Быта" (старый торговый центр, какое-то время закрывался, но потом открылся и по состоянию на июнь 2016 года он работает) |

Сети ресторанов быстрого питания:
В ТРЦ «Тополь» осуществляет деятельность ресторан быстрого питания «Макдоналдс».
Так же на территории города работает сеть пунктов быстрого питания «МакМастер»
Развлекательные центры и ночные клубы: НК «Айсберг», РЦ «515», РЦ «Сердце», НК «Рафинад», РЦ «Зелёный зал», РЦ «Под крышей», РЦ «А113», РЦ «Абриколь», НК «Облико Морале».
В городе функционирует множество служб такси. Данные организации предоставляют гражданам и фирмам услуги городского легкового и грузового такси; междугородные перевозки, а также трансферты в аэропорты, свадебные кортежи.
Службы такси:
| - «Такси-Центр» - «Радио-такси» - «Престиж-Такси» - «Тройка» - «ТАКСИ 42» | - «Такси Royal Service» - ТАКСИ 37 Иваново («ТАКСИ 37») — служба трансферов, междугородное такси, аренда автобусов и микроавтобусов, свадебный кортеж - ИвТакси |